# Лобингер, Тим
Тим Ло́бингер (нем. Tim Lobinger; 3 сентября 1972, Райнбах, Северный Рейн-Вестфалия — 16 февраля 2023, Мюнхен) — немецкий прыгун с шестом, чемпион мира в помещении 2003, двукратный чемпион Европы в помещении (1998, 2002), участник четырёх летних Олимпийских игр (1996, 2000, 2004, 2008).

## Биография

### Карьера
Дебютировал на международной арене в 1990 году на чемпионат мире среди юниоров в Пловдиве, где не попал в финал и занял лишь 20 место. В 2011 году был удостоен премии «Мемориал Рудольфа Харбига». Завершил карьеру в 2012 году. Некоторое время работал фотомоделью, а также был фитнес-тренером футболиста Александра Глеба. С июля 2012 по 30 июня 2015 года являлся тренером по физподготовке футбольного клуба «РБ Лейпциг».

### Личная жизнь
С 1994 по 2003 год был женат на прыгунье в длину Петре Лобингер. У них двое детей — дочь Кендра (род. 1995) и сын Лекс (род. 1998). В августе 2011 года Тим женился на телеведущей Алине Бауман, с которой расстался в 2017 году.
Умер 16 февраля 2023 года от лейкемии, с которой боролся более 5 лет.

## Достижения
| Год  | Соревнования                                    | Место проведения          | Результат | Высота |
| ---- | ----------------------------------------------- | ------------------------- | --------- | ------ |
| 1990 | Чемпионат мира по лёгкой атлетике среди юниоров | Пловдив, Болгария         | 20 (q)    | 4.70 м |
| 1993 | Чемпионат мира по лёгкой атлетике               | Штутгарт, Германия        | 32 (q)    | 5.35 м |
| 1994 | Чемпионат Европы по лёгкой атлетике в помещении | Париж, Франция            | —         | —      |
| 1994 | Чемпионат Европы по лёгкой атлетике             | Хельсинки, Финляндия      | 21 (q)    | 5.40 м |
| 1995 | Чемпионат мира по лёгкой атлетике в помещении   | Барселона, Испания        | 18 (q)    | 5.50 м |
| 1995 | Чемпионат мира по лёгкой атлетике               | Гётеборг, Швеция          | 11        | 5.40 м |
| 1996 | Чемпионат Европы по лёгкой атлетике в помещении | Стокгольм, Швеция         | 6         | 5.65 м |
| 1996 | Олимпийские игры                                | Атланта, США              | 7         | 5.80 м |
| 1997 | Чемпионат мира по лёгкой атлетике в помещении   | Париж, Франция            | 5         | 5.75 м |
| 1997 | Чемпионат мира по лёгкой атлетике               | Афины, Греция             | 4         | 5.80 м |
| 1998 | Чемпионат Европы по лёгкой атлетике в помещении | Валенсия, Испания         | 1         | 5.80 м |
| 1998 | Чемпионат Европы по лёгкой атлетике             | Будапешт, Венгрия         | 2         | 5.81 м |
| 1999 | Чемпионат мира по лёгкой атлетике               | Севилья, Испания          | 6         | 5.70 м |
| 2000 | Чемпионат Европы по лёгкой атлетике в помещении | Гент, Бельгия             | 8         | —      |
| 2000 | Олимпийские игры                                | Сидней, Австралия         | 13        | 5.50 м |
| 2002 | Чемпионат Европы по лёгкой атлетике в помещении | Вена, Австрия             | 1         | 5.75 м |
| 2002 | Чемпионат Европы по лёгкой атлетике             | Мюнхен, Германия          | 3         | 5.80 м |
| 2003 | Чемпионат мира по лёгкой атлетике в помещении   | Бирмингем, Великобритания | 1         | 5.80 м |
| 2003 | Чемпионат мира по лёгкой атлетике               | Париж, Франция            | 5         | 5.80 м |
| 2004 | Чемпионат мира по лёгкой атлетике в помещении   | Будапешт, Венгрия         | 5         | 5.70 м |
| 2004 | Олимпийские игры                                | Афины, Греция             | 11        | 5.55 м |
| 2005 | Чемпионат Европы по лёгкой атлетике в помещении | Мадрид, Испания           | 3         | 5.80 м |
| 2005 | Чемпионат мира по лёгкой атлетике               | Хельсинки, Финляндия      | 5         | 5.50 м |
| 2006 | Чемпионат мира по лёгкой атлетике в помещении   | Москва, Россия            | 3         | 5.60 м |
| 2006 | Чемпионат Европы по лёгкой атлетике             | Гётеборг, Швеция          | 2         | 5.65 м |
| 2007 | Чемпионат Европы по лёгкой атлетике в помещении | Бирмингем, Великобритания | 5         | 5.51 м |
| 2007 | Чемпионат мира по лёгкой атлетике               | Осака, Япония             | 8         | 5.81 м |
| 2008 | Чемпионат мира по лёгкой атлетике в помещении   | Валенсия, Испания         | 5         | 5.70 м |
| 2008 | Олимпийские игры                                | Пекин, Китай              | 16 (q)    | 5.55 м |
| 2011 | Чемпионат Европы по лёгкой атлетике в помещении | Париж, Франция            | 8         | 5.41 м |